# Groupe Loukil
Le groupe Loukil est un groupe privé tunisien dirigé par la famille Loukil. Présent dans divers domaines, de la vente d'automobiles à l'immobilier en passant par l'industrie et le commerce, il est implanté dans treize pays africains, en France et, via des coentreprises, au Moyen-Orient.

## Historique
Fondé en 1976 à partir d'un garage de véhicules d'occasion où sont commercialisés des tracteurs Kubota puis Kawasaki, le groupe se développe en 1981 avec une usine de matériel agricole installée à Sfax et qui diversifie progressivement sa production (mas d'éolienne, pylônes pour les réseaux télécoms, bennes, remorques, etc.). Dès 1992, le groupe commercialise du matériel informatique et des logiciels, crée en 2000 une enseigne (Fono) vendant ordinateurs et téléphones puis, en 2009, une autre enseigne (Elektra) spécialisée dans l'image, le son et l'électroménager. 
Le groupe distribue en Tunisie les automobiles Mazda (Economic Auto) et Citroën (Aurès), des produits Panasonic ou des ordinateurs Acer. La reprise de la marque Citroën en 2006 s'est soldée par plusieurs années d'acharnement administratif et fiscal de la part du régime de Zine el-Abidine Ben Ali.
En 2008, avec l'aide de la banque d'affaires française Arjil, le groupe Loukil rachète les parts de l'État tunisien dans les Ateliers mécaniques du Sahel.
Une bonne partie des salariés travaille dans les usines de Sfax, Sousse et Menzel Bourguiba sur des superstructures industrielles, des transformateurs électriques ou des articles en inox.
En février 2017, le groupe annonce un partenariat avec Helio East, un groupe chinois réputé œuvrant dans plusieurs domaines dont, entre autres, les énergies renouvelables.